# Huehuetoca
Huehuetoca es una población mexicana del municipio de Huehuetoca, Estado de México y es la cabecera del municipio homónimo. Cuenta con 148 habitantes. Fue una localidad ubicada sobre el Camino Real de Tierra Adentro que conectaba con los pueblos de Tepotzotlán y Tepeji del Río. Tiene un patrimonio cultural (San Pablo Apóstol). 

## Cultura y Patrimonio
La Parroquia de San Pablo es uno de los monumentos más antiguos de Huehuetoca, es el templo franciscano, fue construido en el siglo XVI, durante el periodo colonial.